# 井植祐郎
井植 祐郎（いうえ ゆうろう、1908年11月24日 - 1985年10月18日）は、日本の経営者。兵庫県出身。

## 経歴
松下電器産業、三洋電機での勤務を経て、1961年7月に三洋電機副社長に就任し、1968年11月には社長に昇格。1971年1月に会長を経て、1972年7月には相談役に退いた。
1970年11月に藍綬褒章を受章し、1971年に労働大臣功労賞を受賞し、1979年4月に勲二等瑞宝章を受章。
1985年10月18日肺炎のために死去。76歳没。